# Multioppia perfecta
Multioppia perfecta är en kvalsterart som beskrevs av Sandór Mahunka och Topercer 1983. Multioppia perfecta ingår i släktet Multioppia och familjen Oppiidae. Inga underarter finns listade i Catalogue of Life.